# Jean-Dominique Ithier
Jean-Dominique Ithier (* in Bordeaux; † 12. September 1672 in Entrevaux) war ein französischer Bischof.

## Leben
Der in Bordeaux geborene Jean-Dominique Ithier war Guardian des Franziskanerkonvents seiner Heimatstadt. Während der Fronde war er auf der Seite des Kardinalministers Mazarin in eine Verschwörung verwickelt, die sich gegen die Ormisten in Bordeaux richtete. Ithier sollte, so der Plan seines in Paris weilenden Ordensbruders François Faure, Informationen aus der Stadt sammeln und nach Paris weiterleiten und auch einige Anführer der Ormisten für die Sache des Königs gewinnen, um so die Einnahme der Stadt durch die königlichen Truppen zu ermöglichen. Ithier wurde ertappt und von den Ormisten zum Tode verurteilt; der Hinrichtung entging er nur wegen seines geistlichen Standes und wurde zu lebenslanger Haft begnadigt.
Nach der erfolgreichen Belagerung der Stadt 1653 zeigte sich Mazarin für die geleisteten Dienste erkenntlich und ernannte den aus der Haft befreiten Ithier zum Bischof von Glandèves. Der erhielt seine Weihe am 21. Juni 1654 in der Abteikirche Saint-Germain-des-Prés aus der Hand seines Vorgängers François Faure.
Hatten Ithiers Vorgänger im Bischofsamt noch regelmäßig an wechselnden Orten außerhalb ihrer Bischofsstadt residiert, wollte Bischof Ithier dem Nomadenleben ein Ende machen und begann den Bau einer standesgemäßen Residenz in La Sedz bei Entrevaux. Dort starb er auch, am 12. September 1672. Anders als seine Vorgänger weilte Bischof Ithier den größten Teil seines achtzehnjährigen Episkopats in seiner Diözese; bei den großen kirchlichen Ereignissen in Paris ließ er sich nur wenig sehen. 1656 hielt er eine Diözesansynode, die in einer Reihe von Statuten erarbeitete.